# Leif Aruhn-Solén
Leif Aruhn-Solén, folkbokförd Gustaf Christer Aruhn Solén Larsen, ogift Aruhn Solén, född 21 april 1973 i Stockholm, är en svensk operasångare (tenor), känd som uttolkare av barockmusik.
Leif Aruhn-Solén utbildades vid Kungliga Musikhögskolan i Stockholm 1994–1998 och vid diplomlinjen på Oberlin College i USA 1999–2001. Under sin studietid engagerades han som solist till City of Birmingham Symphony Orchestra, Oslofilharmonien, Sveriges Radios Symfoniorkester och Malmö Symfoniorkester. Efter avslutade studier blev han kontrakterad att sjunga med Les Arts Florissants, The New Israeli Opera och Singapore Symphony Orchestra, vilka följdes av operaengagemang på Grand Théâtre de Genève, Opéra National de Montpellier, Kungliga Operan i Stockholm och orkesterengagemang med Cleveland Symphony Orchestra, Freiburger Barockorchester och Concert Spirituel.
Som operasångare fick Aruhn-Solén 2018 framgång i titelrollen i Monteverdis Orfeo på Röda Sten Konsthall tillsammans med Göteborg Baroque. Hösten 2019 återvände Aruhn-Solén till rollen i samarbete med Andrew Lawrence King. Han gjorde även Gandhi i Philip Glass Satyagraha på Folkoperan i Stockholm under tre säsonger inklusive föreställningar på Brooklyn Academy of Music i New York hösten 2018 i närvaro av kompositören. 
Leif Aruhn-Solén är son till operasångaren Christer Solén och hovsångerskan Britt Marie Aruhn samt yngre bror till dirigenten Eric Solén. Han är sedan 2011 gift med operasångaren Mathias Hedegaard.

## Diskografi som soloartist
- Bach: Tenor Arias (Nilento)
- Handel Arias (Edition Lilac)
- The Magnificence of Versailles (SonoConsult)
- Soavi Accenti (Proprius Records)
- Mazzoni: Aminta, il rè pastore (Harmonia Mundi K617)
- Martín y Soler: Ifigenia in Aulide (Harmonia Mundi K617)
- Songs of the Heart (Sterling CDA 1653-2)
- Charpentier: Judicium Salomonis/Motet Pour Une Longue Offrande (Virgin Classics)